# Another Park, Another Sunday
«Another Park, Another Sunday» es una canción compuesta por Tom Johnston e interpretada por la banda estadounidense The Doobie Brothers. Fue publicada el 13 de marzo de 1974 como el sencillo principal de su cuarto álbum de estudio, What Were Once Vices Are Now Habits.

## Recepción de la crítica
Un escritor no especificado de Record World dijo que era “un tema más suave” que los éxitos anteriores de The Doobie Brothers y “esta vez más melódico y de ritmo fácil, en sintonía con el ambiente pastoral de fin de semana”. Un escritor no especificado de Cash Box describió «Another Park, Another Sunday» como “un tema casi perezoso tipo tarde de domingo de verano" y consideró que probablemente sería un éxito en estaciones de radio pop y progresivas.

## Lista de canciones
- 7-inch single – WB 7795[4]

1. «Another Park, Another Sunday» – 3:39
2. «Black Water» – 4:17

## Posicionamiento
| Gráfica (1974)                              | Pico de posición |
| ------------------------------------------- | ---------------- |
| Estados Unidos (Billboard Hot 100)          | 32               |
| Estados Unidos (Cash Box Top 100 Singles)   | 38               |
| Estados Unidos (Record World Singles Chart) | 30               |